# Анна Австрійська Габсбург
Анна Австрійська Габсбург (пол. Anna Habsburżanka, нім. Anna von Österreich; 16 серпня 1573, Грац — 10 лютого 1598, Варшава) — консорт-королева Речі Посполитої та Швеції, ерцгерцогиня з Австрії дому Габсбургів.

## Біографія

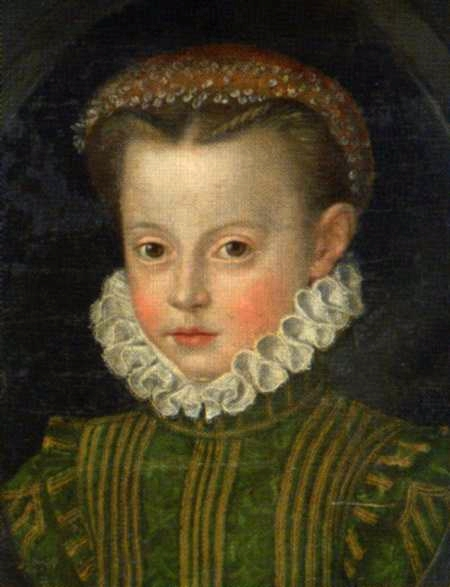
Анна у 1578 році

Була старшою дочкою в багатодітної родини ерцгерцога Карла брата імператора Максиміліана II і Марії Анни (яка була племінницею батька). Її дідусь і бабуся були: Фердинанд I і Анна I, у той час як по материній лінії: Альбрехт V та Анна Габсбург.
Анна стала першою дружиною Сигізмунда III короля Речі Посполитої та Швеції, Великого князя Литовського і Руського 31 травня 1592. Цей шлюб був проти більшості шляхти з Речі Посполитої, які були проти союзу з Габсбургами.
19 лютого 1594 прибула з чоловіком до Швеції. Де вони були короновані у Кафедральному соборі міста Уппсала як король і королева Швеції.
Анна померла після народження її дитини. Була похована у кафедральному соборі Вавеля у Кракові. Після смерті дружини, Сигізмунд III уклав новий шлюб з сестрою Анни — Констанціею.

## Нащадки
У шлюбі з Сигізмундом у них було п'ятеро дітей, але тільки Владислав став дорослим:
| Зображення | Ім'я              | Дата народження | Дата смерті | Шлюб                                               |
| ---------- | ----------------- | --------------- | ----------- | -------------------------------------------------- |
|            | Анна Марія Ваза   | 1593            | 1600        | —                                                  |
| —          | Катерина Ваза     | 1594            | 1594        | —                                                  |
|            | Владислав IV Ваза | 1595            | 1648        | 1.Цецилія Рената Австрійська 2.Марія Луїза Гонзага |
| —          | Катерина Ваза     | 1596            | 1597        | —                                                  |
| —          | Крістофер Ваза    | 1598            | 1598        | —                                                  |